# Lawrence Alexander Glenn
Lawrence Alexander Glenn (* 25. August 1900 in Bellingham, Washington; † 26. Januar 1985) war ein US-amerikanischer Geistlicher und römisch-katholischer Bischof von Crookston.

## Leben
Lawrence Alexander Glenn empfing am 11. Juni 1927 das Sakrament der Priesterweihe.
Am 13. Juli 1956 ernannte ihn Papst Pius XII. zum Titularbischof von Tuscamia und zum Weihbischof in Duluth. Der Apostolische Delegat in den Vereinigten Staaten, Erzbischof Amleto Giovanni Cicognani, spendete ihm am 12. September desselben Jahres die Bischofsweihe; Mitkonsekratoren waren der Bischof von Duluth, Thomas Anthony Welch, und der Bischof von Crookston, Francis Joseph Schenk. Sein Wahlspruch In veritate et caritate („In Wahrheit und Liebe“) stammt aus 2 Joh 1,3 .
Papst Johannes XXIII. bestellte ihn am 27. Januar 1960 zum Bischof von Crookston. Lawrence Alexander Glenn nahm an allen vier Sitzungsperioden des Zweiten Vatikanischen Konzils teil. Am 24. Juli 1970 nahm Paul VI. das von Glenn vorgebrachte Rücktrittsgesuch an und ernannte ihn zum Titularbischof von Blera. Lawrence Alexander Glenn verzichtete am 31. Dezember desselben Jahres auf das Titularbistum Blera.